# 찰스 맥커라스

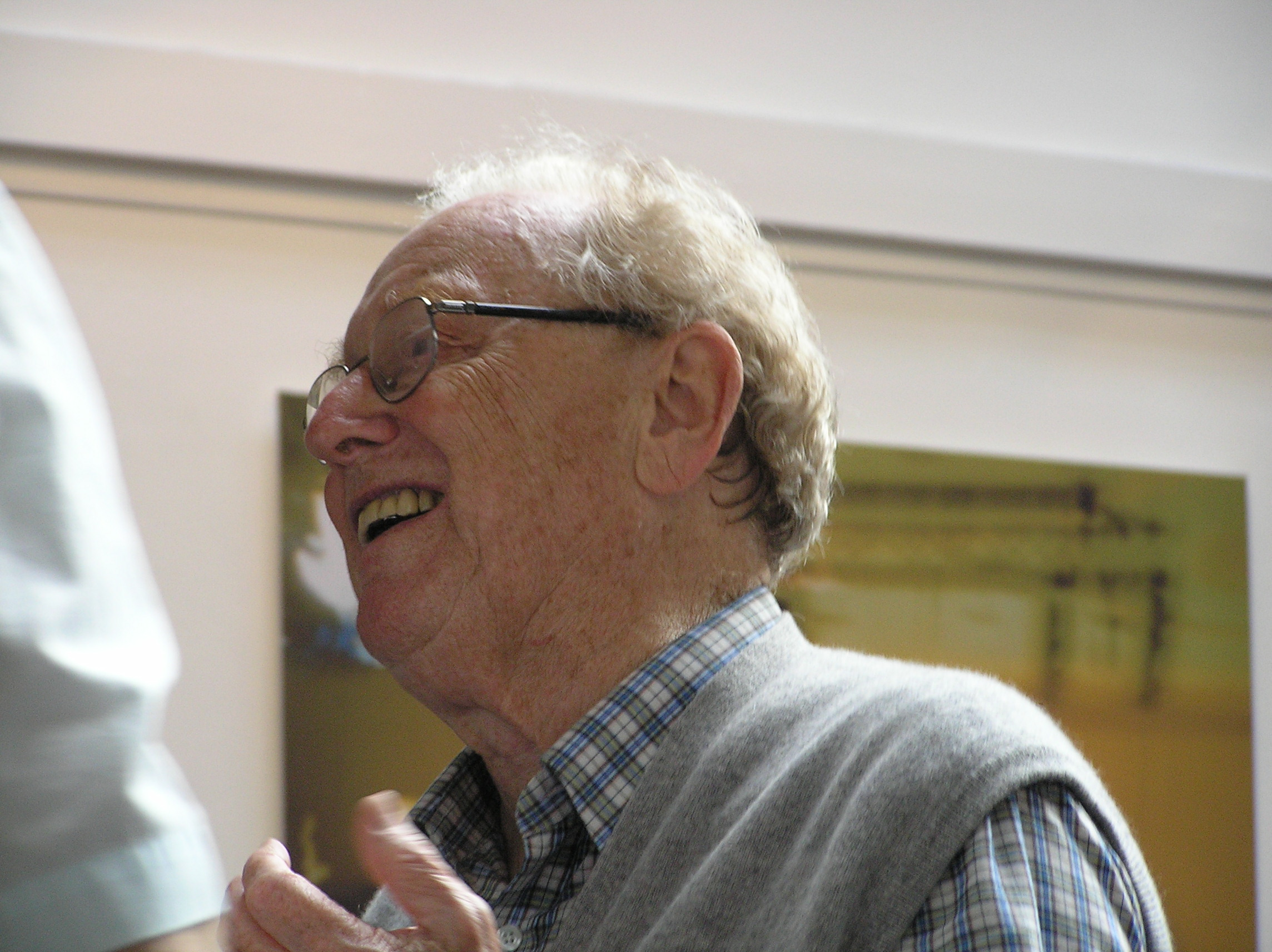
2005년의 모습

찰스 맥커라스(Charles Mackerras, 1925년 11월 17일 ~ 2010년 6월 14일)는 오스트레일리아의 지휘자이다. 야나체크와 모차르트 오페라, 길버트와 설리번의 희극 오페라의 권위자이다. 영국 국립 오페라 및 웨일스 국립 오페라와 오랫동안 협업하였으며, 시드니 심포니 오케스트라의 첫 번째 호주인 상임 지휘자였다. 그는 또한 체코 음악을 전문으로 하여 많은 녹음을 제작했다.

## 생애

### 생애 초기
스키넥터디에서 호주인 부모 사이에서 태어났다. 그의 아버지는 전기 기술자이자 퀘이커 교도였다. 찰스가 두 살이던 1928년, 가족은 호주 시드니로 돌아왔다. 시드니에서는 처음에 로즈 베이 교외에 살았는데, 1933년에는 투라무라의 반 시골 교외로 이사했다.
찰스는 처음에 아버지의 모교인 시드니 그래머 스쿨(Sydney Grammar School)과 시드니의 남학교 세인트 알로이시우스 컬리지(St Aloysius College)에 다녔다. 시드니 그래머에 있는 10대 초반에 첫 오페라를 작곡하고 학생 악단을 지휘하는 등 조숙한 재능을 보였으나, 음악 외의 다른 과목은 잘 하지 못했다. 세인트 알로이시우스 컬리지에서는 길버트와 설리번 프로덕션에 참여하였다. 그러나 찰스의 부모는 음악가라는 직업으로 생계를 유지할 수 있을지 확신이 서지 않아 곧 호주의 명문 고등학교인 킹스 스쿨(King's School)의 기숙사로 보냈다. 그러나 스포츠에 특화된 학교 분위기와 엄격한 규율을 강조하는 까닭에 찰스는 여러 번 기숙사에서 도망쳤고, 결국 퇴학당했다. 16세에 찰스는 NSW State Conservatorium of Music에서 오보에, 피아노 및 작곡을 공부했다. 오케스트라 악보를 작성하며 추가 수입을 얻었다.

### 초기 경력
1941년까지 음악원에 있는 동안 맥커라스는 시드니에서 전문 공연 직업을 갖기 시작했다. 부분적으로는 그가 너무 어려서 군에 입대할 수 없었고 나이든 음악가들은 전쟁에 참전하도록 소집되었기 때문이다. 1941년부터 1942년까지 오보에를 연주했으며 1943년, 맥커라스는 맬컴 사전트의 ABC 시드니 오케스트라에 두 번째 오보이스트로 합류하여 19세에 수석 오보이스트가 되었다. 1947년 2월 6 February, 맥커라스는 지휘를 추구하기 위해 타고 영국으로 항해했다. 그는 오케스트라 오보이스트이자 새들러즈 웰즈에 합류했다. 그는 나중에 영국 문화원 장학금을 받아 프라하 음악 아카데미에서 바츨라프 탈리히 에게 지휘를 배울 수 있었다. 그곳에 있는 동안 그는 체코 필하모니 관현악단의 수석 오보에인 Jiří Tancibudek과 우정을 쌓았고, 레오시 야나체크의 오페라를 소개하여 그 작곡가의 음악에 대한 맥커라스의 평생 열정을 시작했다.
1947년 8월, 부부가 프라하로 출발하기 직전에 맥커라스는 Sadlers' Wells에서 클라리넷 연주자인 주디 윌킨스(Judy Wilkins)와 결혼했다. 그들에게는 두 딸 피오나와 캐서린이 있었다. Fiona는 2006년 9월에 암으로 사망했다. 그는 또한 호주 지휘자 Alexander Briger와 Camerata Chicago의 음악 감독인 영국 태생의 미국 지휘자 Drostan Hall의 삼촌이기도 했다.
1948년 프라하에서 영국으로 돌아온 맥커라스는 보조 지휘자로 Sadler's Wells에 다시 합류하여 야나체크, 헨델, 글루크, 바흐 및 도니체티 등을 지휘 하는 Sadler's Wells Opera, 현재는 English National Opera 가 된 Sadler's Wells Opera와의 평생 관계를 시작했다.
맥커라스는 또한 체코슬로바키아 밖에서 야나체크의 음악을 강력하게 옹호했는데, 그곳에서 맥커라스는 야나체크과의 작업을 음악에 대한 가장 중요한 단일 유산으로 평가했다. 1951년에 그는 카탸 카바노바의 영국 초연을 지휘했다.그는 또한 모차르트의 오페라와 아서 설리번 경의 오페라에 대한 저명한 권위자였다.

### 후기 경력
1982년에 맥커라스는 시드니 심포니 오케스트라 의 수석 지휘자로 임명된 최초의 오스트레일리아인이었으며 1985년까지 그 직책을 맡았다. 그는 1987년부터 1992년까지 웨일즈 국립 오페라를 지휘했으며, 여기서 그의 야나체크 작품은 특히 찬사를 받았다. 1991년 시즌의 하이라이트 중 하나는 프라하의 에스테이트 극장(Estates Theatre)의 재개관으로, 모차르트의 ' 돈 조반니 )'의 초연 장면에서 맥커라스가 모차르트 사망 200주년을 기념하기 위해 해당 오페라의 새로운 제작을 지휘했다. 웨일스 국립 오페라의 명예 지휘자로서 그의 성공에는 트리스탄과 이졸데가 포함된다. 그는 1992년부터 1995년까지 스코틀랜드 체임버 오케스트라 (SCO)의 수석 객원 지휘자였으며 SCO와 함께 지휘자 상을 받았다. 그는 1993년부터 1996년까지 로열 필하모닉 오케스트라의 수석 객원 지휘자였다. 샌프란시스코 오페라단의 수석 객원 지휘자이기도 했다. 1998년부터 2001년까지 그는 세인트 루크 오케스트라의 음악 감독이었다. 1987년부터 계몽시대 관현악단을 정기적으로 지휘했으며 2007년에는 명예 지휘자로 임명되었다.
2004년 필하모니아 관현악단의 수석 객원 지휘자가 되었다. 또한 체코 필하모니 관현악단의 수석 객원 지휘자였다. 로열 오페라와 함께 그는 구노의 로메오와 줄리엣 과 헨델의 세멜레를 지휘했다.
2008년 8월, 맥커라스는 Edinburgh International Festival Society 의 새로운 명예 회장으로 발표되었다. 그는 예후디 메뉴인에 이어 이 역할을 맡은 두 번째 사람이었다. 세계에서 가장 큰 예술 축제의 원래 부분인 Edinburgh International Festival은 1952년 처음 시작된 이래 60년 동안 맥커라스의 공연을 선보였다.
맥커라스는 런던 의 Trinity College of Music 의 총장이었다. 그는 또한 지휘자 Charles Barber 가 이끄는 전문 실내 오페라단인 City Opera of Vancouver의 음악 고문을 역임했다. 그는 또한 Bampton Classical Opera 의 후원자였다. 1999년부터 맥커라스는 호주 어린이 암 자선단체 Redkite의 후원자였다.
2008년 12월 18일, 맥커라스는 빈 필하모니 관현악단을 이끌고 알프레드 브렌델의 마지막 콘서트 공연의 지휘자로 봉사했다. BBC Proms에서 맥커라스의 마지막 공연에는 길버트와 설리반의 Patience가 포함되었다. 그의 마지막 대중 공연은 2010년 여름 Glyndebourne 코지 판 투테를 지휘한 것이었다.

### 죽음
맥커라스는 암 투병 중 84세의 나이로 2010년 7월 14일 런던에서 사망했다. 마지막 병을 앓는 동안에도 계속 지휘를 했으며 2010년 7월 25일과 29일에는 BBC 프롬스 중 두 개를 지휘할 예정이었다. 그는 또한 2010년 8월 에든버러 국제 페스티벌에서 모차르트의 《이도메네오》를 연주하는 스코틀랜드 챔버 오케스트라를 지휘할 예정이었으며, 이는 페스티벌에서 56번째 출연이 되었을 것이다. BBC 프롬스의 감독인 Roger Wright는 이번 프롬스가 찰스 맥커라스에게 헌정될 것이라고 발표했다. Wright는 맥커라스에게 경의를 표하면서 "Charles 경은 훌륭한 지휘자였으며 그의 상실은 음악가와 청중 모두에게 깊이 느껴질 것이다." 시드니 심포니 오케스트라 의 Rory Jeffes는 호주가 "살아 있는 보물을 잃었다"고 말했다. 그의 장례식은 2010년 7월 23일 코벤트 가든의 세인트 폴스에서 치러졌다.

## 음반
맥커라스는 78rpm 레코드의 마지막 날에 EMI에서 가장 초기의 레코드를 만들었으며 다채널 Super Audio CD 형식의 컴팩트 디스크 시대에도 계속해서 녹음을 계속했다. 1952년에 그는 12면에서 발행된 자신의 파인애플 폴 발레의 첫 녹음을 지휘했으며 이후에 LP로 옮겨졌다. 그는 나중에 발레의 완전한 녹음을 두 번 더 수행했다. 그의 초기 녹음 세션 중 일부는 Otto Klemperer와 다른 저명한 지휘자들이 아팠을 때 서 있던 Walter Legge를 위한 것이었다. 그는 항상 고전 레퍼토리에 자신을 제한하지 않았다. 예를 들어, 1955년 4 May 그는 Peter Dawson 및 런던 심포니 오케스트라와 함께 Albert Arlen 의 노래 Clancy of the Overflow ( Banjo Paterson 의 시)를 녹음했다.
맥커라스는 3개의 말러 교향곡과 모차르트, 브람스 및 베토벤의 모든 교향곡을 녹음했다. 모차르트 오페라와 함께 이 녹음은 계속해서 비평가들의 찬사를 받고 있다. Janáček(Decca, Supraphon, Chandos)의 오페라 녹음과 헨델, 드보르자크, 마르티누, 리하르트 슈트라우스, 쇼스타코비치, 시벨리우스, 도니제티, 엘가, 딜리어스, 월튼, 홀스트, 하이든 등의 주요 작품을 녹음했다.
1953년에는 BBC에서 방송된 설리번의 첼로 협주곡 을 지휘했다. 설리번의 필사본과 오케스트라 부분의 대부분이 화재로 파괴되었으며, BBC 단일 공연 이후 30여 년이 지난 후, 맥커라스는 David Mackie와 협력하여 협주곡을 재구성하여 첼리스트 줄리언 로이드 웨버와 런던 교향악단과 함께 첫 공연을 지휘했다.